# 掩護 (體育)
掩護（英文：Screen）是一個体育術語，也被叫做挡拆。指一方進攻球員站在敵方防守球員身後或身旁，藉此阻礙該防守球員，掩護己方進攻球員的進攻。在籃球比賽中，稱為單擋（英語：pick），為擋切戰術的核心部份。